# James Hayter (football)
Pour les articles homonymes, voir James Hayter et Hayter.
James Edward Hayter, né le 9 avril 1979 à Sandown, sur l'île de Wight, est un footballeur anglais.

## Palmarès

### Distinction personnelle
- Élu meilleur joueur de Championship : novembre 2010[1].